# Guy Coutant de Saisseval
Pour les articles homonymes, voir Coutant et Saisseval (homonymie).
 (mai 2010).
Si vous disposez d'ouvrages ou d'articles de référence ou si vous connaissez des sites web de qualité traitant du thème abordé ici, merci de compléter l'article en donnant les références utiles à sa vérifiabilité et en les liant à la section « Notes et références ».
Guy Coutant, dit Coutant de Saisseval (12 décembre 1913 - 27 avril 2002), est un juriste, historien, essayiste et militant royaliste français. Il est également Chevalier et Grand Chancelier de l’ordre militaire et hospitalier de Saint-Lazare,.

## Éléments biographiques
Guy-Henri-Louis Coutant est né à Dax, dans les Landes, le 12 décembre 1913,.
Il est l’un des membres fondateurs du mouvement Restauration nationale qui succède à l’Action française de Charles Maurras. Pendant plusieurs années, il préside le Cercle de l'Œillet blanc, une organisation monarchiste proche de l’Action française ; Patrick Haizet lui succède. On lui doit plusieurs ouvrages sur la généalogie des familles royales, sur l'héraldique et sur l'histoire de la monarchie française.
C'est également un important collaborateur de Courrier français (1948-1950).

## Principales publications
- Un officier vendéen : Joseph Texier et les siens, Fontenay-le-Comte, Imprimerie de Lussaud frères, Extrait de la Revue du Bas-Poitou (1947), [1948].
- Altesses impériales et royales. I. Maisons souveraines d'Europe, filiations et situations actuelles, Paris, S.G.A.F., 1953.
- Les Légitimistes vendéens au Portugal, la chouannerie portugaise (1832-1834), Fontenay-le-Comte, Imprimerie Lussaud frères, Extrait de la Revue du Bas-Poitou (1952-1953), 1954.
- La Petite Église en Vendée, Courlay et la famille Texier, Fontenay-le-Comte, Imprimerie Lussaud frères, Extrait de la Revue du Bas-Poitou (1951), 1955.
- La Légitimité monarchique en France, le droit royal historique, Paris, Éditions de la Seule France, 1959.
- Une survivance de la guerre de Vendée. La Petite Eglise du Bocage Vendéen, Maulévrier en Anjou, Hérault Editions, 1987.
- Chantal de Badts de Cugnac et Guy Coutant de Saisseval, Le Petit Gotha, Paris, éditions Le Petit Gotha, 2002, nouvelle édition revue et augmentée : éd., 989 p. (ISBN 2-9507974-3-1).
- Le bocage bressuirais dans la Guerre de Vendée, Editions Jean d'Orcival, Cholet, 1993.